# هيروشي نارازاكي
هيروشي نارازاكي (باليابانية: 奈良﨑 寛) (1 يونيو 1981 في فوكوكا في اليابان – )؛ هو لاعب كرة قدم ياباني سابق كان يلعب كمهاجم.

## وصلات خارجية
- هيروشي نارازاكي على موقع رابطة كرة القدم اليابانية للمحترفين (اليابانية)